# Sozialistische Jugend Deutschlands-Die Falken
 (octobre 2018).
Si vous disposez d'ouvrages ou d'articles de référence ou si vous connaissez des sites web de qualité traitant du thème abordé ici, merci de compléter l'article en donnant les références utiles à sa vérifiabilité et en les liant à la section « Notes et références ».
Les Sozialistische Jugend Deutschlands – Die Falken (SJD – Die Falken) est une des deux organisations des jeunesses socialistes allemandes.
Comme les Jusos, SJD - Die Falken est membre de la IUSY (internationale des jeunesses socialistes) et d'ECOSY (son équivalent européen). Le SJD est la branche allemande du Mouvement international des Faucons.